# Jan Brol
Jan Brol (ur. 4 marca 1933 w Kielczy, zm. 12 lutego 2010 w Warszawie) – polski prawnik i urzędnik państwowy, sędzia, doktor nauk prawnych, w latach 1983–1990 podsekretarz stanu w Ministerstwie Sprawiedliwości.

## Życiorys
Syn Feliksa i Petroneli. Ukończył liceum w Tarnowskich Górach, a w 1956 studia prawnicze na Uniwersytecie Wrocławskim. Odbył aplikację sądową, przez wiele lat orzekał jako sędzia w Sądzie Powiatowym w Kędzierzynie-Koźlu i Sądzie Wojewódzkim w Opolu. Obronił doktorat na Wydziale Prawa, Administracji i Ekonomii Uniwersytetu Wrocławskiego, specjalizując się w prawie gospodarczym, cywilnym i pracy. Opublikował kilkadziesiąt książek, monografii, glos i komentarzy, m.in. do ustawy o umowie leasingu.
Od 1971 pracownik Ministerstwa Sprawiedliwości, gdzie był dyrektorem Departamentu Spraw Cywilnych i Departamentu Prawnego. Od 17 lutego 1983 do 15 lipca 1990 pełnił funkcję podsekretarza stanu w resorcie. Brał udział w obradach Okrągłego Stołu po stronie rządowo-koalicyjnej w zespole ds. pluralizmu związkowego oraz w podzespołach ds. stowarzyszeń i samorządu terytorialnego. Później został pełnomocnikiem zarządu Hochland AG, a także pracownikiem Instytutu Wymiaru Sprawiedliwości, gdzie od 1990 do 2007 kierował sekcją prawa cywilnego.
Odznaczony Krzyżem Komandorskim Orderu Odrodzenia Polski (2005). Został pochowany w Zawadzkiem.